# Claudius Schraudolph il Vecchio
Claudius von Schraudolph il Vecchio (Oberstdorf, 2 ottobre 1813 – Oberstdorf, 13 novembre 1891) è stato un pittore e litografo tedesco.

## Biografia

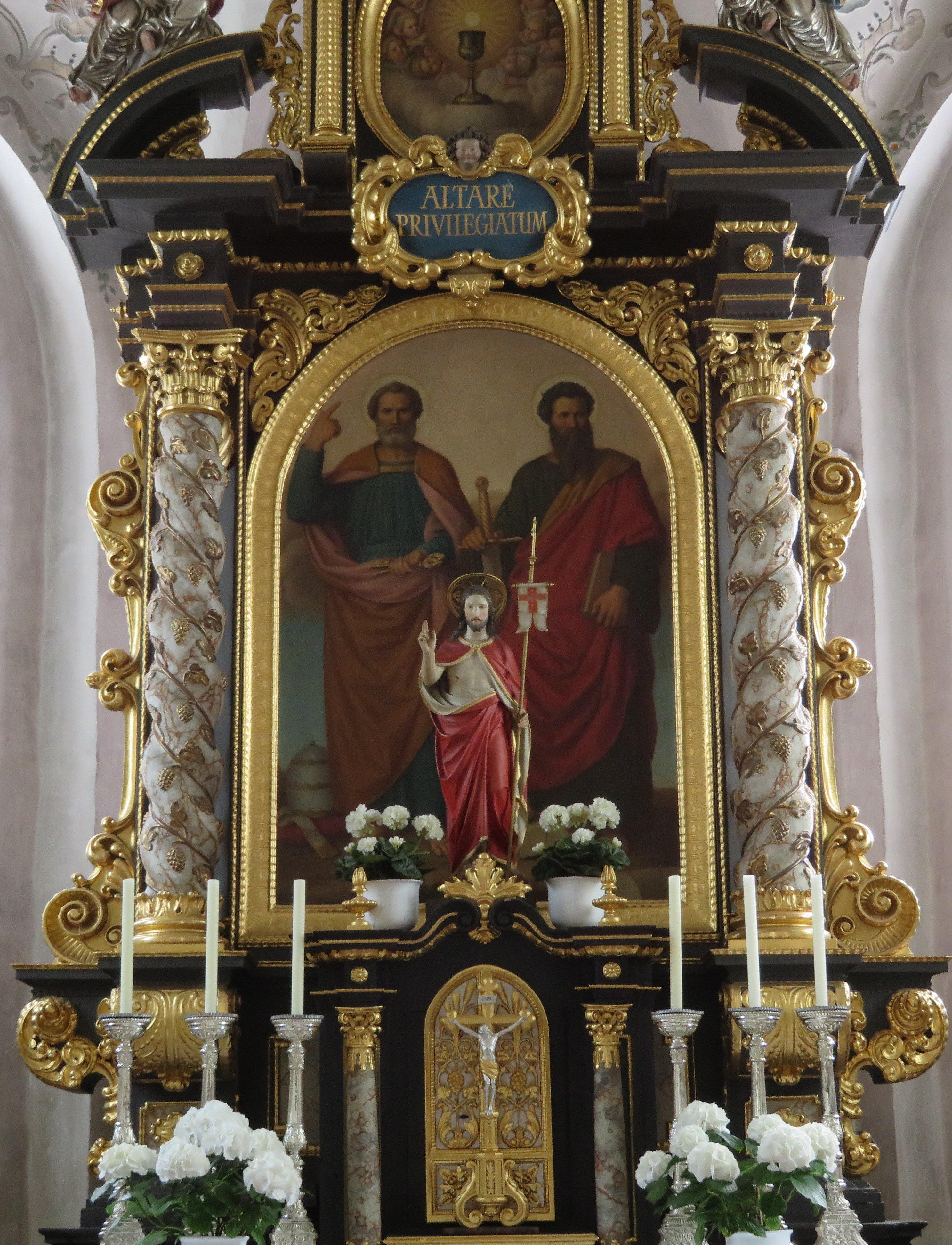
Altare dei santi Pietro e Paolo nell'omonima chiesa di Hopfen am See (Germania) - pala d'altare di Claudius Schraudolph

Claudio Schraudolph il Vecchio era il fratello di Johann von Schraudolph e di Matthias Schraudolph.
Oltre che pittore fu litografo e disegnatore storico per xilografie.
Viene annoverato tra i pittori aderenti al movimento dei Nazareni.
Fu allievo nello studio del pittore Heinrich Maria von Hess e poté frequentare l'Accademia di Monaco nel 1831 quando aveva 19 anni. Su richiesta dell'allora principe ereditario Massimiliano, Schraudolph viaggiò in Italia con il pittore Joseph Anton Fischer per studiare le antiche tecniche dell'affresco.
Dopo il suo ritorno in Germania, Schraudolph lavorò con suo fratello Johann nel ciclo degli affreschi nella cappella di Ognissanti e nella Chiesa di San Ludovico (Ludwigskirche) a Monaco. Schraudolph aiutò anche suo fratello Johann nell'esecuzione dei dipinti nel Duomo di Spira. Dopo la morte di suo fratello Johann nel 1879, decorò ancora numerose chiese di campagna. Nel 1880 progettò i dipinti di facciata per l'Hotel Königshof.
L'illustratore e pittore Claudius Schraudolph il Giovane fu suo nipote, figlio del fratello Johann.